# Чон-Гара (Кызгызстан)
Чон-Гара (кирг. Чоң-Гара) — село в Баткенском районе Баткенской области Кыргызстана. Входит в состав айылного аймака Торт-Гуль.

## География
Село расположено в центральной части области, к западу от реки Сох, вблизи государственной границы с Узбекистаном, на расстоянии приблизительно 24 километров (по прямой) к северо-востоку от города Баткена, административного центра области и района. К востоку от села находится одноимённый эксклав Узбекистана.

## Население
Согласно оценочным данным Национального статистического комитета Кыргызской Республики, численность населения села на начало 2023 года составляла 3742 человека.
| год     | 2009 | 2014 | 2015 | 2020 | 2021 | 2023 |
| ------- | ---- | ---- | ---- | ---- | ---- | ---- |
| человек | 2419 | 3781 | 3780 | 3378 | 3472 | 3742 |